# Video motion analysis
Video motion analysis (in italiano analisi del movimento video) è una tecnica utilizzata per ottenere informazioni sullo spostamento di oggetti in un video. Esempi di questo includono l'analisi dell'andatura, replay sportivi, calcoli di velocità e accelerazione e, nel caso di sport di squadra o individuali, analisi delle prestazioni del compito. La tecnica di analisi dei movimenti di solito prevede una telecamera ad alta velocità e un computer dotato di software che consente la riproduzione fotogramma per fotogramma del video.

## Utilizzo
Tradizionalmente, l'analisi del movimento video è stata utilizzata nei circoli scientifici per il calcolo della velocità dei proiettili, o nello sport per migliorare la prestazione degli atleti. Di recente, la tecnologia informatica ha permesso di emergere ad altre applicazioni dell'analisi del movimento video, tra cui l'insegnamento delle leggi fondamentali della fisica agli studenti delle scuole o progetti educativi generali nello sport e nella scienza.
Nello sport, i sistemi sono stati sviluppati per fornire un elevato livello di compiti, prestazioni e dati fisiologici a allenatori, squadre e giocatori. L'obiettivo è migliorare le prestazioni individuali e di squadra e/o analizzare i modelli di gioco dell'avversario per offrire un vantaggio tattico. La natura ripetitiva e strutturata dei giochi sportivi si presta all'analisi video in quanto per un periodo di tempo si possono discernere modelli, tendenze o abitudini reali.
La polizia e gli scienziati forensi analizzano i video della CCTV quando indagano sulle attività criminali. La polizia utilizza software, come Kinesense, che esegue analisi di movimento video per cercare eventi chiave nel video e trovare sospetti.

## Tecniche
Viene montata una videocamera digitale su un treppiedi. L'oggetto in movimento di interesse viene ripreso con una scala ben visibile sulla telecamera. Utilizzando il software di analisi del movimento video, l'immagine sullo schermo può essere calibrata in base alle dimensioni della scala per consentire la misurazione dei valori nel mondo reale. Il software prende anche nota del tempo tra le singole immagini per fornire un gruppo di dati di movimento rispetto al tempo. Ciò è utile nel calcolo della gravità, ad esempio di una palla che cade.
Sofisticati sistemi di analisi dello sport come quelli di Verusco Technologies, in Nuova Zelanda, utilizzano altri metodi come i feed diretti dalla televisione satellitare per fornire analisi in tempo reale agli allenatori su Internet e analisi post partita più dettagliate.

## Software
Esistono molti pacchetti commerciali che consentono frame per frame o analisi del movimento video in tempo reale. Ci sono anche pacchetti gratuiti disponibili che forniscono le funzioni software necessarie. Questi pacchetti gratuiti includono Physvis, relativamente vecchio ma ancora funzionale, e un programma relativamente nuovo chiamato PhysMo che funziona su Macintosh e Windows. Upmygame è un'applicazione online gratuita. VideoStrobe è un software gratuito che crea un'immagine strobografica da un video; l'analisi del movimento può quindi essere eseguita con un software di geometria dinamica come GeoGebra.
L'obiettivo dell'analisi del movimento video determinerà il tipo di software utilizzato. Prozone e Amisco sono costose installazioni di telecamere basate su stadio incentrate sul movimento e sui modelli del giocatore. Entrambe forniscono un servizio per "taggare" o "codificare" il video con le azioni dei giocatori e fornire i risultati dopo la partita. In ciascuno di questi servizi, i dati sono etichettati secondo gli standard dell'azienda per la definizione delle azioni.
Le tecnologie Verusco sono più orientate al compito e alle prestazioni e quindi possono analizzare giochi da qualsiasi terreno. I sistemi Focus X2 e Sportscode si affidano al team che esegue l'analisi internamente, consentendo la disponibilità immediata dei risultati e agli standard di codifica del team.
MatchMatix prende l'output di dati del software di analisi video e analizza sequenze di eventi. I report HTML in tempo reale vengono generati e condivisi su una LAN, fornendo aggiornamenti al gestore sulla linea touch mentre il gioco è in corso.